# Eriko Tamura
Eriko Tamura (jap. 田村 英里子 Tamura Eriko; ur. 16 stycznia 1973 r. w Hitachinace) – japońska aktorka oraz piosenkarka.

## Filmografia

### Seriale
- Reaper (2009) odc.6
- Heroes (2007) odc.6
- Watashi wo ryokan ni tsuretette (2001) odc.12
- Jiko (2000)
- Aoi tori shokogun (1999)
- Watashi no nakano dareka (1998)
- Kurenai (1998)
- Kumo no ueno aoi sora (1997)
- Yakai no hate (1996)
- Hideyoshi (1996)
- Non no kekkon (1995)
- Onimaro zanshinken (1995)
- Jonny no natsu (1993)
- Legendary Idol Eriko (1989)  (głos)

### Filmy
- Dragonball: Evolution (2009)
- Nuclear Hurricane (2007)
- Spotting a Seat on a Commuter Train (2006)
- Surf School (2006)
- Closed Ward (2000)
- Jiko (2000)
- Yakusoku (1999)
- Mizu no toride (1997)
- Ichi, ni no sanshiro (1996)
- Ninja gaeshi mizuno shiro (1996)
- Kagerô II (1996)
- The Man Who Shot the Don (1994)
- Watashi ga aishita Ultraseven (1993)
- Momotarô Zamurai (1992)
- Afternoon When Flowers Fell (1989)

## Dyskografia

### Albumy studyjne
- 1989.07.19 May be Dream
- 1990.02.28 Myself
- 1990.09.05 Behind the Heart
- 1991.02.14 Dar Traum
- 1991.06.28 Taiyou no Vancance (太陽のバカンス)
- 1992.06.24 Shoujo de Iraretara (少女でいられたら)
- 1992.12.02 Ima no Watashi de... (今の私で…)
- 1993.09.22 Sure